# Missing (Evanescence)
Missing è un singolo promozionale del gruppo musicale statunitense Evanescence, pubblicato nel 2004.

## Descrizione
Missing è stato registrato nel 2003, durante le sessioni di registrazione per l'album di debutto Fallen, tuttavia non è mai comparso all'interno di quest'ultimo. Invece è stata presentata erroneamente come b-side del singolo di Bring Me to Life a causa di un errore dell'etichetta discografica australiana.
La canzone fu pubblicata sotto la veste di inedito all'interno dell'album dal vivo Anywhere but Home (2004), ed è infatti presente nel CD audio come ultima traccia. Tuttavia nello stesso 2004, oltre all'album dal vivo, è stato pubblicato anche un disco promozionale del brano.

## Tracce
1. Missing – 4:15

## Classifiche
| Classifica (2005) | Posizione massima |
| ----------------- | ----------------- |
| Brasile           | 9                 |